# 陈伯仁
陈伯仁，字寿之，南北朝陳朝廬陵王。世祖文帝陈蒨第八子。

## 母
王充華，陈文帝的妃嫔，陈文帝即位后，封为充华。

## 生平
文帝天嘉六年（565年），立为庐陵王，師事蔡凝。宣帝太建初，为轻车将军，置佐史（有府長史周弘直）。太建七年（575年），迁任冠军将军、中领军。再出任平北将军、南徐州刺史。太建十二年（580年）三月，为翊左将军、中领军。后主陈叔宝祯明元年（587年），加侍中、国子祭酒，领太子中庶子。
祯明三年（589年）隋灭陈，被迫迁往关中，后来在长安去世。长子陈番，先封湘滨侯，隋炀帝大業年間，官至资阳縣令。

## 資料來源
- 《陳書》卷二十八 列傳第二十二 世祖九王

## 外部連結
[在维基数据编辑]
 《南史/卷65》，出自李延壽《南史》